# LG L40
LG L40 (D160) è uno smartphone di fascia medio-bassa commercializzato in Europa a partire da Aprile 2014 ad un costo di 99€ e fa parte della terza generazione della gamma L Series di LG. Dispone come sistema operativo Android 4.4.2 Kitkat.
Il dispositivo è dotato di un display da 3,5 pollici, di un processore 1.2 GHz Dual-Core e di una fotocamera da 3.15 megapixel senza autofocus né flash. Non è presente la fotocamera frontale. La memoria interna è di 4GB (di cui 1.5GB disponibili per l’utente) espandibile tramite schede MicroSD fino ad un massimo di 32GB mentre la memoria RAM è di 512 MB. Inoltre è dotato delle funzioni "Knock On" e "Knock Code" per lo sblocco del display ed è dotato delle tecnologie Bluetooth e Wi-Fi. La capacità della batteria è di 1540mAh.